# Bombardement op Bari
De luchtaanval op Bari vond plaats op 2 december 1943. De aanval werd uitgevoerd door Duitse vliegtuigen die 27 geallieerde transport- en bevoorradingsschepen tot zinken brachten. Daarbij verloren meer dan tweeduizend mensen het leven.
Aan boord van een van de Amerikaanse schepen bevond zich mosterdgas, dat de geallieerden overwogen te gebruiken. Dit droeg bij aan het verlies van levens, zowel tijdens de aanval als in de maanden daarna. De Britse en Amerikaanse overheid probeerden na de aanval de aanwezigheid van het gas te verdoezelen.

## Achtergrond
Italië gaf zich in september 1943 over en vocht vanaf dat moment mee aan geallieerde zijde. In het noorden en centrale deel van Italië werd een fascistische marionettenstaat gevormd onder de naam Italiaanse Sociale Republiek. Bari werd op 11 september 1943 zonder verzet ingenomen door de Britse 1e Luchtlandingsdivisie. De haven werd vanaf dat moment gebruikt voor de aanvoer van munitie en voorraden.
Bari werd slecht verdedigd. Zo waren er geen gevechtsvliegtuigen gestationeerd in of rondom de stad. Verder was er weinig luchtafweergeschut aanwezig. De geallieerden geloofden dat de Luftwaffe niet meer over de capaciteit beschikte om een grootschalige aanval op Bari uit te voeren.

## Aanval

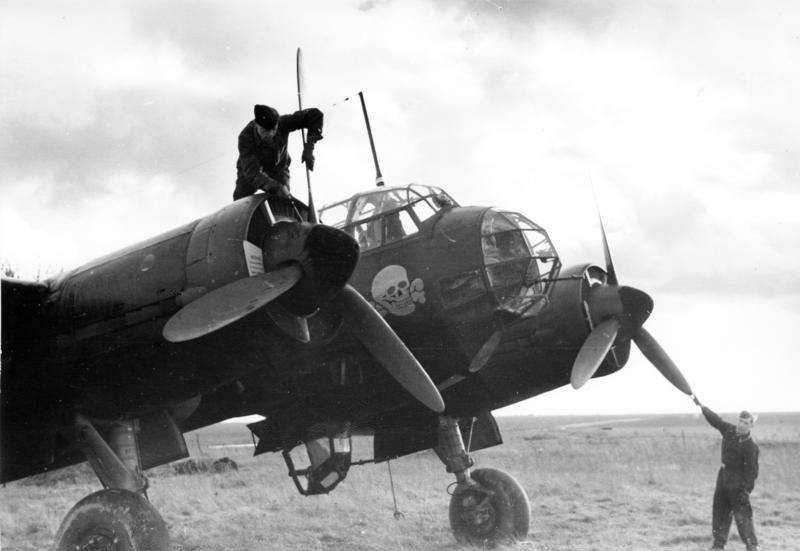
De Junkers Ju 88, het type vliegtuig dat de Duitsers gebruikten bij de aanval.

De Duitse veldmaarschalk Albert Kesselring overwoog begin december 1943 een luchtaanval op de vliegvelden rond Foggia. Veldmaarschalk Wolfram von Richthofen suggereerde in plaats daarvan een aanval op de haven van Bari. Hij geloofde dat de geallieerde opmars daardoor vertraagd kon worden. Na een verkenningsvlucht in de middag van 2 december besloot Kesselring het advies van Von Richthoffen op te volgen.
Voor de aanval hadden de Duitsers 105 Junkers Ju 88 tot hun beschikking. Kesselring liet ze vanuit westelijke richting aanvliegen, omdat hij hoopte dat de geallieerden zouden denken dat de vliegtuigen in Joegoslavië waren gestationeerd en hun vergeldingsmaatregelen daar zouden plaatsvinden.
Op het moment van de aanval lagen er dertig geallieerde bevoorradings- en munitieschepen van Amerikaanse, Britse, Nederlandse, Poolse en Noorse makelij, in de haven. Vanwege de ophanden zijnde Slag om Monte Cassino draaide de haven op volle toeren.
De aanval begon om 19.25 uur. De geallieerden waren totaal verrast en de Duitse vliegtuigen troffen hun doelen met grote precisie. Twee munitieschepen werden geraakt, wat bijdroeg aan de omvang van de schade. 27 schepen met een totaal gewicht van meer dan 34.000 ton werden naar de zeebodem gejaagd, terwijl meerdere schepen beschadigd werden. De haven van Bari was drie weken buiten gebruik en kon pas in februari 1944 weer op volle capaciteit draaien.

## Aanwezigheid van mosterdgas
Aan boord van het Liberty-vrachtschip genaamd John Harvey bevond zich mosterdgas. Het gebruik van dit gas was sinds de Eerste Wereldoorlog zeer omstreden. In het Protocol van Genève, dat zowel de Verenigde Staten als Duitsland ondertekend hadden, was afgesproken geen gebruik te maken van chemische wapens. Tot dat moment hadden beide landen zich aan deze belofte gehouden, maar de Verenigde Staten hielden rekening met de mogelijkheid dat dat niet zo zou blijven. In dat geval wilden de geallieerden snel kunnen reageren met een aanval met mosterdgas op Duitse doelen.
Veel van het mosterdgas aan boord van de John Harvey kwam in het water terecht en mengde zich daar met het olie en ander afval. Veel scheepslieden sprongen van boord om hun leven te redden en kwamen op die manier met het mosterdgas in aanraking. Vanwege het grote aantal slachtoffers door het bombardement was er geen specifieke aandacht voor diegenen die met het mosterdgas in aanraking kwamen. Het aantrekken van andere kleren of een douche was wellicht al genoeg geweest voor diegenen die slechts aan een lichte dosis waren blootgesteld, om verdere problemen te voorkomen.
Binnen een dag deden de eerste symptomen zich voor, zoals blindheid en verbranding van de huid. Deze symptomen deden zich zowel bij geallieerde soldaten als bij Italiaanse burgers voor. Tegelijkertijd was er weinig informatie beschikbaar over wat er precies mis was. De geallieerde leiding wilde niet dat de aanwezigheid van chemische wapens zou uitlekken richting de Duitsers en was daarom erg terughoudend met het geven van informatie. Uiteindelijk waren er te veel getuigen, waardoor de Amerikaanse Chiefs of Staff in februari 1944 met een korte verklaring kwam, waarin werd toegegeven dat er sprake was van mosterdgas, maar dat deze alleen in het geval van een Duitse aanval met chemische wapens was ingezet.
Aan het einde van de maand december waren al 83 van de 628 opgenomen militairen overleden aan de gevolgen van mosterdgas. Het aantal burgerdoden lag vermoedelijk hoger, maar kon niet worden vastgesteld omdat veel mensen de stad waren ontvlucht.
Stewart Alexander, een lid van de medische staf van opperbevelhebber Dwight D. Eisenhower, reisde na de aanval naar Bari. Hij kon nergens officiële bevestiging krijgen dat het om mosterdgas ging, maar adviseerde artsen om hun patiënten wel te behandelen als ware er een aanval met mosterdgas geweest.

### Kankeronderzoek
Ironisch genoeg droeg het bombardement bij aan het ontwikkelen van een medicijn tegen kanker. Uit autopsie op lichamen van slachtoffers bleek dat zij bijna geen witte bloedlichaampjes meer hadden en het beenmerg grotendeels was verdwenen. Op dat moment onderzochten artsen al decennia of chemische stoffen bepaalde cellen – de kankercellen – konden bestrijden en gezond cellen intact konden laten. De nieuwe bevindingen wezen uit dat dat zou moeten kunnen en legden de basis voor een hele reeks nieuwe onderzoeken.